# Tribalus exilis
Tribalus exilis är en skalbaggsart som först beskrevs av Gustaf von Paykull 1811.  Tribalus exilis ingår i släktet Tribalus och familjen stumpbaggar. Inga underarter finns listade i Catalogue of Life.